# 永庆坊

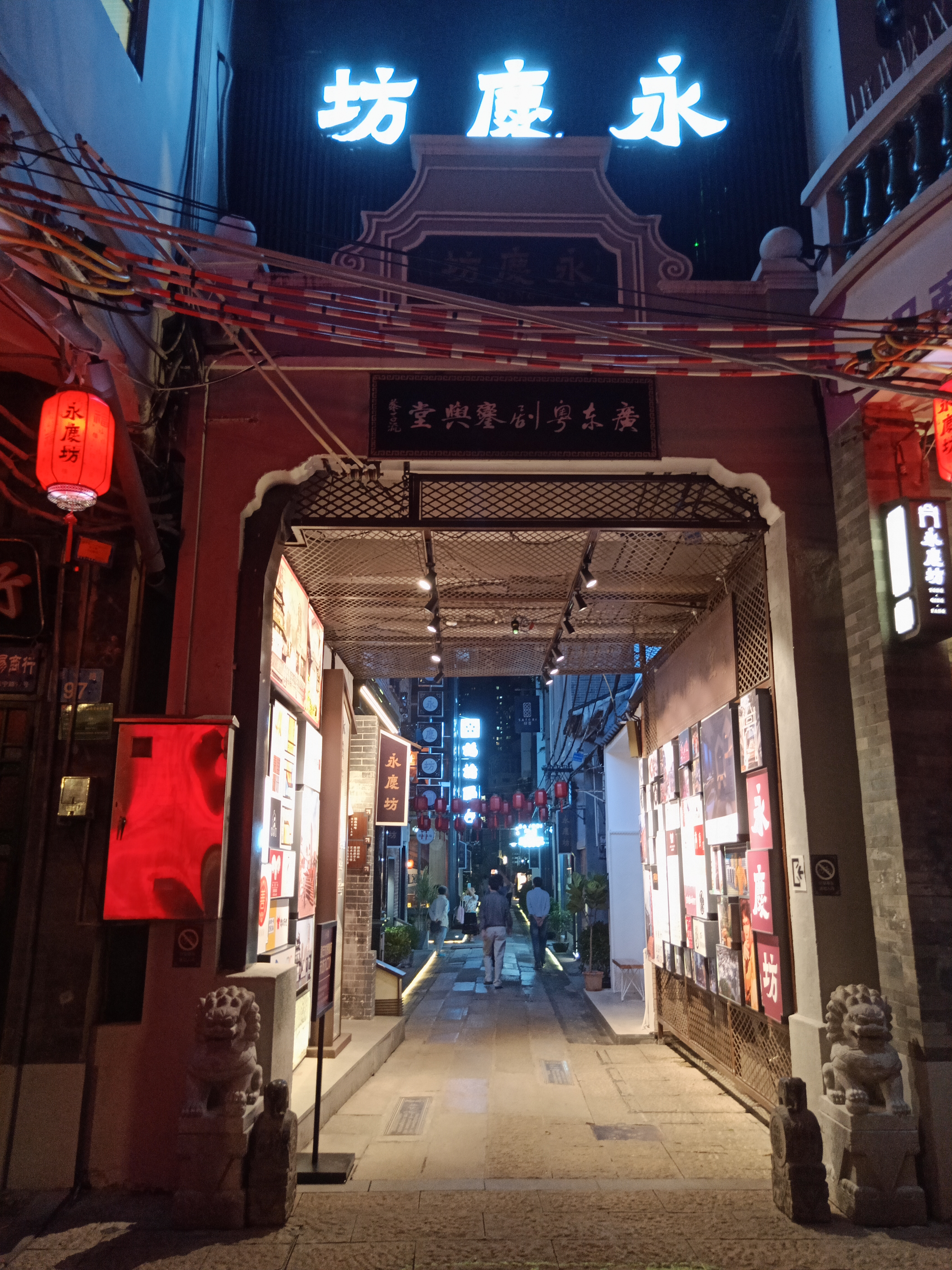
永慶坊牌坊

永慶坊為中國廣東廣州一個南北走向的內街創意園區，位於荔灣區恩洲社區一帶，南起恩寧路，北至荔枝灣涌與粵劇藝術博物館附近。創意園區前身為永慶大街、永慶一巷和永慶二巷。
2012年，由荔灣區人民政府與萬科合作開發。2016年9月30號，永慶坊開園之後，變成商務辦公的創意園。2018年10月24號，習近平訪問此處，自此觀光客變多。
2022年項目擴展至古老的金聲電影院原址，並依傍僅存的一面電影院牆身興建新建築物，稱為改造工程。
由於永慶坊所在的恩宁路一帶在二十世紀二十至三十年代曾是粵劇劇團及伶人聚集之地，附近有不少粵劇界人物的故居，永坊範圍內就有李海泉（李小龍之父，故稱李小龍祖居）、劉美卿、盧啟光、舞台設計師何碧溪的故居。永慶坊內興建有仿傳統嶺南建築風格的粵劇藝術博物館，館內的園林中心設有仿古戲台，定期安排粵劇及粵曲演出。